# Бурбаев, Шинходжа Баекинович
Шинходжа Баекинович Бурбаев (15 ноября 1900 — 14 июля 1974, Москва) — советский партийный и государственный деятель, председатель Гурьевского облисполкома (1943—1945).

## Биография
Шинходжа Баекинович Бурбаев родился 15 ноября 1900 года в ауле № 9 Тургайской области.

### Образование
1923—1925. Слушатель рабочего факультета (Оренбург).
1925—1929. Учёба в Московской сельскохозяйственной Академии имени К. А. Тимирязева.
1930, 1931—1934. Аспирант Московской сельскохозяйственной Академии имени К. А. Тимирязева.

### Трудовая деятельность
1920—1921. Секретарь аульного Совета.
1922. Секретарь Народного Суда.
1923. Инспектор по проверке Кустанайского губернского отдела народного образования.
1929—1930. Агроном животноводческого товарищества, Семипалатинского окружного полеводсоюза (Казахская АССР).
1930—1931. В экспедиции Академии наук СССР в Монголии.
1934—1937. Заведующий Отделом крупного рогатого скота, заместитель директора Казахского научно-исследовательского института животноводства.
1937—1940. Главный зоотехник Народного комиссариата земледелия Казахской ССР.
1940—1941. Консультант председателя СНК Казахской ССР.
1940—1941. Член Хозяйственного Совета по сельскому хозяйству и заготовкам при СНК Казахской ССР.
1941—1942. Помощник председателя СНК Казахской ССР.
1942—1943. Заместитель председателя СНК Казахской ССР.
1943—1945. Председатель Исполнительного комитета Гурьевского областного Совета.
1945—1946. Заместитель народного комиссариата земледелия Казахской ССР.
1946—1947. Заместитель председателя Правления Казахского филиала Восточного отделения Всесоюзной сельскохозяйственной академии имени К. А. Тимирязева.
1947—1952. Директор Бетпакдалинской комплексной опытной станции животноводства.
1952—1953. Заведующий Отделом использования пастбищ Института освоения пустынных земель.
1953—1955. Старший научный сотрудник, заведующий Отделом Института экономики Академии наук Казахской ССР.
1955. Помощник председателя СМ Казахской ССР.
1955—1957. Заведующий Отделом, старший научный сотрудник Института экономики Академии наук Казахской ССР.
1957—1962. Заведующий Отделом мясного скотоводства, старший научный сотрудник Казахского республиканского научно-исследовательского института животноводства.
1962—1972. Начальник Отдела экономики, главный специалист Главного управления науки Министерства сельского хозяйства Казахской ССР.
С 1972 года на пенсии.

## Награды и звания
Орден Трудового Красного Знамени, два ордена «Знак Почёта».
Заслуженный деятель науки Казахской ССР.
1935. Кандидат сельскохозяйственных наук.
1960. Член-корреспондент Академии сельскохозяйственных наук Казахской ССР